# Beurre ravigote
Le beurre ravigote, aussi nommé beurre Chivry, est un beurre composé.
Il est à base de cerfeuil, de persil, d'estragon, de pimprenelle fraîche, de ciboulette et d'échalotes hachées.